# 2009年欧州議会議員選挙 (フランス)
2009年欧州議会議員選挙は、欧州連合（EU）の立法機関である欧州議会を構成する欧州議会議員736名を全面改選するために欧州連合加盟27カ国において2009年6月4日から7日にかけて実施された選挙である。本稿では欧州連合加盟国であるフランス共和国において実施された欧州議会議員選挙について取り上げる。

## 概要
1979年に初めて直接選挙が行われて以来7回目となる選挙である。フランスでは6月7日に投票が行われ、35の政党及び連合が72議席を争った。しかし選挙への関心は低く、投票率は五割を下回った。

## 基礎データ
- 改選議席数：72議席
- 選挙権年齢：18歳以上のEU市民
- 被選挙権年齢：23歳以上のEU市民
- 登録有権者数：44,282,823名
- 選挙区：ブロック単位（全国を「ユーロ圏（euroregion）」と呼ばれる8ブロックに分割）
- 選挙制度：比例代表制（拘束名簿式）
- 議席阻止条項：有効投票の5％以上

出典

## 選挙結果
- 投票日：2009年6月7日
- 投票率：40.63％（登録有権者44,282,823名/投票者17,992,161名）
- 有効票数：17,218,614票（全投票総数中95.70％）

| 党派及び政党連合                          | 得票数    | 得票率 (%) | 議席数 |
| ----------------------------------------- | --------- | ---------- | ------ |
| 国民運動連合(UMP)-新中道(NC)-現代左派(GM) | 4,799,908 | 27.88      | 27     |
| 社会党(PS)                                | 2,838,160 | 16.48      | 14     |
| ヨーロッパ・エコロジー(Europe-Écologie)   | 2,803,759 | 16.28      | 14     |
| 民主運動(MoDem)                           | 1,455,841 | 8.46       | 8      |
| 左翼戦線(Front de Gauche)+海外同盟(AOM)   | 1,115,021 | 6.48       | 5      |
| 国民戦線 FN                               | 1,091,691 | 6.34       | 3      |
| 反資本主義新党 NPA                        | 840,833   | 4.88       | 0      |
| リベルタス(Libertas)                      | 826,357   | 4.80       | 1      |
| 独立エコロジスト同盟(AEI)                 | 625,375   | 3.63       | 0      |
| 立ち上がれ!共和国(DLP)                    | 304,585   | 1.77       | 0      |
| 労働者の闘争(LO)                          | 205,975   | 1.20       | 0      |
出典。得票率が1％に満たない政党及び連合については除外した。
左翼戦線は、フランス共産党(PCF)や左翼党(PG)、ユニテリアン左翼(GU)など非PS系左翼諸党派による連合組織。リベルタスは「フランスのための運動」(MPF)と「狩猟、釣り、自然、伝統」(CPNT)による連合組織である。